# ナバーラ内戦

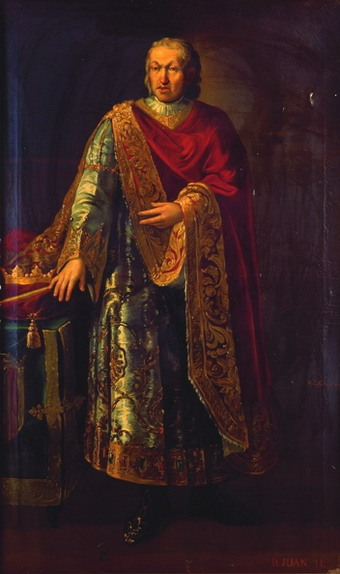
アラゴン王フアン2世

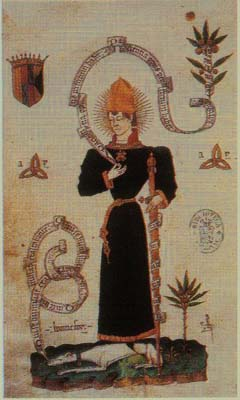
ビアナ公カルロス

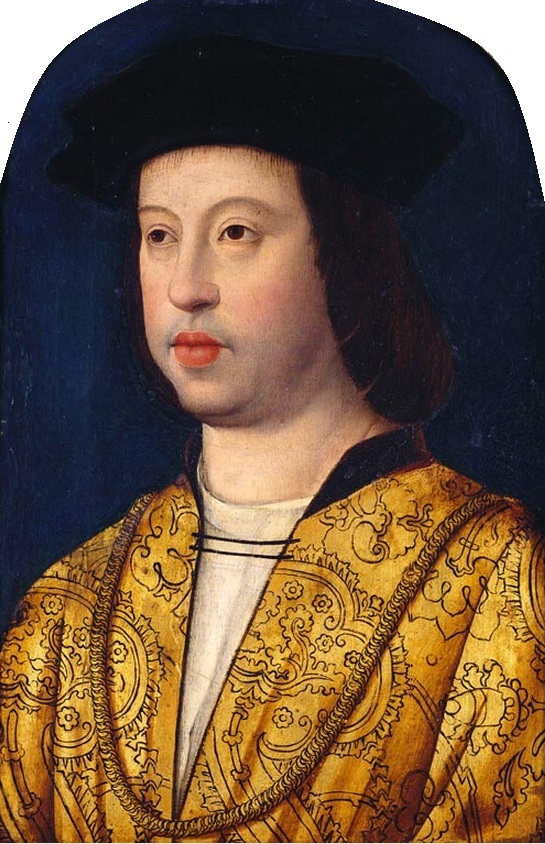
アラゴン王フェルナンド2世

ナバーラ内戦 （ナバーラないせん、バスク語:Nafarroako Gerra Zibila、スペイン語: Guerra Civil de Navarra）は、1451年に始まったナバーラ王国の内戦。

## 父子の対立
ナバラ王・カルロス3世の王女ブランカ（のちのナバラ女王・ブランカ1世）は、アラゴン王・フェルナンド1世の王子フアン（のちのフアン2世）と2度目の結婚をした。結婚にあたり、ブランカがフアンよりも先に亡くなった場合は2人の間の年長の男子がナバラ王位を継承することが取り決められた。2人の間には4子が生まれ、3子が成人した。
- カルロス（1421年 - 1461年） - ビアナ公
- ブランカ（1424年 - 1464年）
- レオノール（1426年 - 1479年）

1425年にブランカがブランカ1世として即位し、フアンはナバラの共同統治王フアン2世となった。1441年にブランカ1世が亡くなると、フアン2世は婚前契約を守らず、ブランカ1世との間に生まれた世継ぎカルロス王子に王位を譲らなかった。兄であるアラゴン王アルフォンソ5世の代理としてアラゴンを治めるため、ナバラを不在にするフアン2世はカルロス王子をナバラのルガルテニエンテ（lugarteniente、総督職）にして懐柔しようとしたが、ベアウモンテセス派（カルロス3世の庶系であるレリン伯爵を首領とする派閥。親カスティーリャおよびスペイン）がカルロス王子を支持し、カルロス王子は反乱を起こした。フアン2世は親アラゴンであるアグラモンテセス派を味方につけた。父子でナバラ王位継承を競合する状態は、ナバラ貴族を二分させ敵対させるようになり、強力な隣国であるカスティーリャ王国とアラゴン王国が領土拡張に付け入る隙を与えることとなった。
カルロス王子は1452年のアイバルの戦いで敗れ、拘束されるが釈放された。フアン2世はカルロス王子を合法的に廃嫡しようと目論み、カルロス王子の妹レオノール王女をナバラ王位継承者とした。カルロス王子はナポリ王国へ向かい、伯父であるアラゴン王アルフォンソ5世に仲介を頼んだ。しかし、アルフォンソ5世が1458年に亡くなったため交渉は実を結ばなかった。父フアン2世がアラゴン王として即位し、状況が悪化したのである。
カタルーニャへ向かったカルロス王子は、カタルーニャのブルジョワの支持を得た。1460年、バルセロナにて和平が結ばれた。しかしリェイダの包囲戦で再び囚われの身となった。釈放後、フアン2世に反抗心の強いカタルーニャに残ったカルロス王子は、1461年9月、わずか40歳で急死した。死因は明らかに結核であったが、父フアン2世か、フアン2世の後添えフアナ・エンリケスに毒殺されたという噂が強く、カタルーニャで暴動が起きた。
カルロス王子の死後、その同母妹でレオノール王女の同母姉であるブランカ王女（カスティーリャ王エンリケ4世の最初の妃であったが、婚姻を無効にされてナバラへ戻っていた）が、カルロス王子の死後名目上のナバラ王位につき、ブランカ2世と呼ばれていた。ブランカ2世は父フアン2世によって投獄されており、1464年にオルテズにて毒殺された。
1467年、レオノール王女はフアン2世の妃フアナ・エンリケスと会談を行い、レオノール王女がナバラを継承する代わりにアラゴン王位継承権を放棄することとなった。フアナの目的は、自らが生んだフェルナンド王子（のちのアラゴン王フェルナンド2世）がアラゴン王位とカスティーリャ王位、そしてナバラ王位を得ることにあった（フェルナンドは1469年にカスティーリャ王女イサベルと結婚する）。1468年、フアン2世はレオノール王女に対し、父親である自分の利益に反したり、許可なしに行動することはできないと脅した。パンプローナ司教エチェバリが暗殺されると、レオノール王女と夫のガストン・ド・フォワは、フアン2世に対して反乱を起こした。しかし、フアン2世とフアナ・エンリケスに有利な情勢であった。
エンリケ4世の死後、カスティーリャの共同統治王であったフェルナンド2世は、父フアン2世の存命中からナバラに内政に介入していた。1476年、ナバラを長く二分してきたベアウモンテセス派とアグラモンテセス派の和平文書において、彼は『神の恵みにおいて、ナバラ王、カスティーリャ王、レオン王、ポルトガル王、シチリア王国およびアラゴン王国の長子』（por la gracia de Dios, rey de Navarra, Castilla, León, Portugal, Sicilia y primogénito de Aragón）と自ら称し、父と異母姉レオノールに挑んだのである。

## フアン2世死後
1479年にフアン2世が死に、レオノールが即位したが、彼女は即位後15日で死去した。フランスの後ろ盾を持つ幼い孫のフランシスコ・フェボが、母マドレーヌ・ド・フランスの摂政の下で即位した。カトリック両王は、フランシスコ・フェボの妹であるカタリナをアストゥリアス公フアンと結婚させようと圧力をかけるが失敗した。1483年にフランシスコ・フェボが夭折すると、カタリナが即位し、ジャン・ダルブレと結婚した。
1486年、フェルナンド2世はナバーラの前線に軍隊を送った。1488年にナバーラ王とカトリック両王によって結ばれたバレンシア条約では、カタリナ女王の同意なしに貿易のため国境が開かれること、スペイン軍のナバーラ駐留が決められた。カタリナとジャン・ダルブレの戴冠式は、カトリック両王の妨害で実現が遅れた。ナバーラとガスコーニュは独自の軍を持つことが禁じられ、ナバーラの知事や兵士たちはカトリック両王に忠誠を誓うよう強制された。カトリック両王の許可なしに、ナバーラ王の息子の結婚が決められないとされた。国内にスペイン軍が駐留した状態で、1494年1月13日、女王カタリナとジャン・ダルブレの戴冠式が挙行された。
1500年以降、ナバーラ王家の子孫とカトリック両王の家族との結婚が模索された。寡夫となったフェルナンド2世は、後添えとしてナバーラ王家の血を引くジェルメーヌ・ド・フォワ（レオノールの孫の一人でカタリナの従妹、フェルナンドの姪孫にあたる）を選んだ。

## 併合
1512年、フェルナンド2世はベアウモンテセス派と同盟し、ナバーラ王国のピレネー南麓へ侵攻し、短期間で占領した。ナバーラ内戦の矛盾は、イサベル1世の死後カスティーリャ摂政となっていたフェルナンド2世が、かつてベアウモンテセス派が王と認めず反乱を起こしたフアン2世と2度目の妃フアナ・エンリケスの息子であったことである。もう一つの矛盾は、アラゴン王であるフアン2世からナバーラ王国の独立を守ろうと立ち上がった人々が、フアン2世の死後にカスティーリャの同盟者となったことである。カスティーリャによる占領後、アグラモンテセス派は多数が弾圧された。1515年にブルゴスで開かれたカスティーリャのコルテスにおいて、ナバーラの併合が決定された。
その後、フランスの支援を受けたアグラモンテセス派はナバーラを奪還しようと、1512年、1516年、1521年の3度試みた。最後の1521年のパンプローナ蜂起では、ベアウモンテセス派貴族も含め幅広く参加した。このとき、ナバーラ王国全体の解放が確定する寸前まで至った。しかしパンプローナ近郊のノアインの戦いで、カスティーリャ軍は再びナバーラを平定した。
ピレネー北麓のナバーラ王国はフランスの保護下で存続することとなった（バス＝ナヴァール）。